# 713
| 713                |
| ------------------ |
| Dødsfald - Fødsler |
|                    |

| Gregoriansk kalender | 713 DCCXIII             |
| Ab urbe condita      | 1466                    |
| Armensk kalender     | 162 ԹՎ ՃԿԲ              |
| Kinesiske kalender   | 3409 – 3410 壬子 – 癸丑 |
| Etiopisk kalender    | 705 – 706               |
| Jødisk kalender      | 4473 – 4474             |
| Hindukalendere       |                         |
| - Vikram Samvat      | 768 – 769               |
| - Shaka Samvat       | 635 – 636               |
| - Kali Yuga          | 3814 – 3815             |
| Iransk kalender      | 91 – 92                 |
| Islamisk kalender    | 94 – 95                 |

Se også 713 (tal)